# Zápszonyi baptista gyülekezet
Zápszony a magyar határ közelében, Beregszásztól 24 kilométerre található. Többségében magyar ajkú, 1800 lelkes település Kárpátalján, Ukrajnában. A magyar baptista misszió a településen a csehszlovák időben indult el anyaországi missziómunkások hatására.

## A zápszonyi magyar baptista misszió elindulása

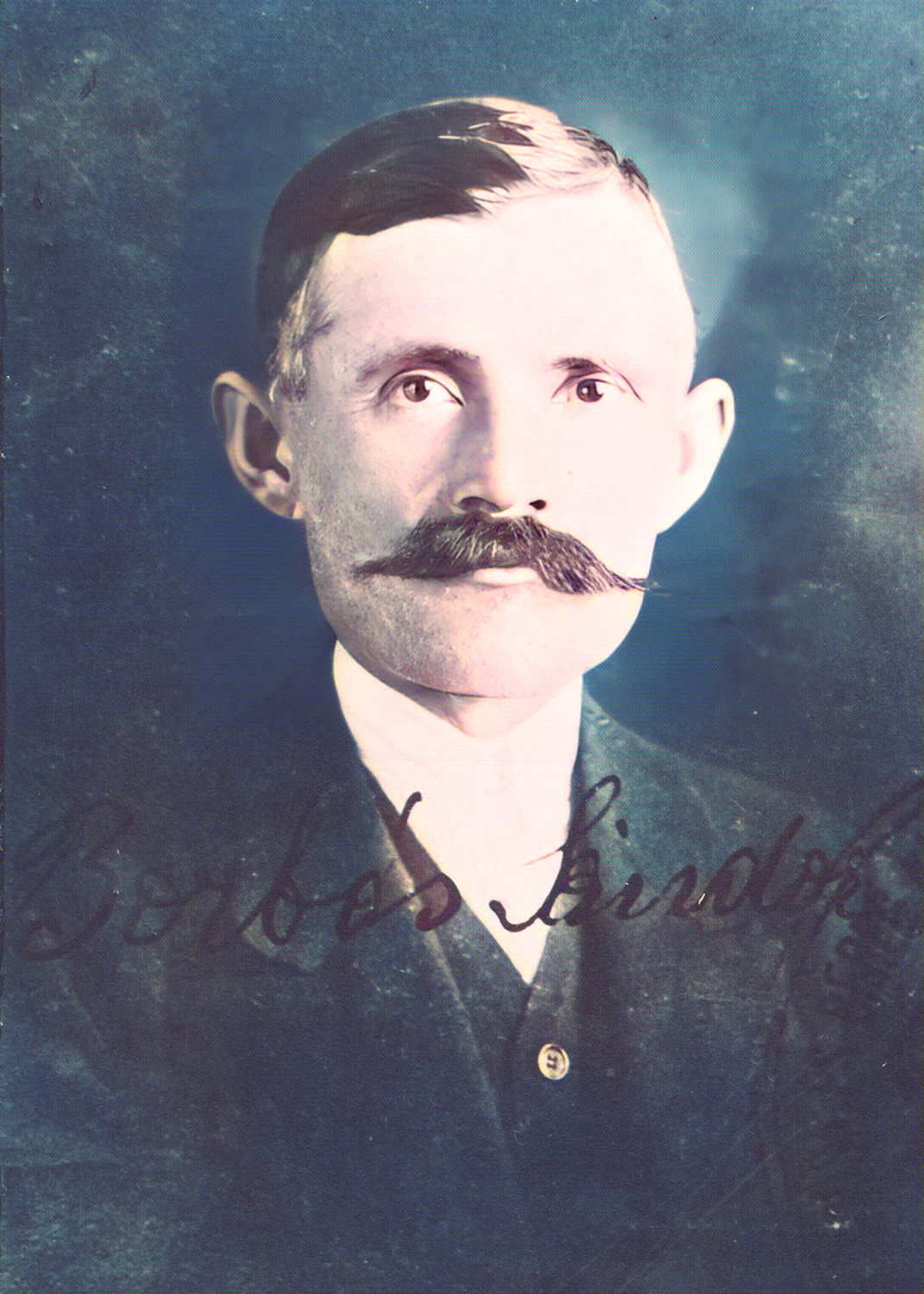
Borbás Sándor (1883-1966) baptista parasztapostol

Révész Árpád, Borbás Sándor missziómunkásról írt szakdolgozatában 1932-ben talál információkat arra, hogy Zápszonyba is ellátogatott a magyarországi "parasztapostol". Nagy Béla zápszonyi prédikátor emlékei szerint viszont két évvel korábban, 1930. tavaszán jelentek meg a baptista misszionáriusok a településen. Tóth Ferenc a közeli Barabásról hívta magával a fent említett Borbás Sándor nagydobosi evangélistát, hogy Zápszonyban is próbálják meg az evangéliumot hirdetni. Hamarosan tovább növekedett a kis közösség, a gyülekezet gyakran a tagok házaiban gyűlt össze.

A cseh időszakban a következő lelkipásztorok, igehirdetők látogatták a gyülekezetet: Trohák József (Beregszász), Szadvári Demeter (Kerepec), Urbán Gyula (Ágcsernyő) és Markó Mihály szlovák nemzetiségű lelkipásztor

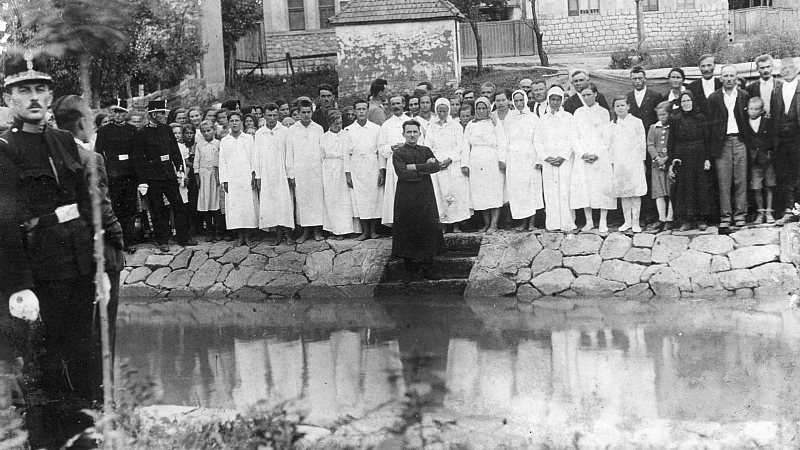
Bemerítés a Vérke pataknál Beregszászon 1939-ben. Középen Kovács Imre biharugrai lelkipásztor

## Nehezebb idők
A II. világháború utáni kommunista szovjet rendszer a magyar gyülekezeteket (is) igyekezett szisztematikusan elsorvasztani. Több helyen imaházakat koboztak el, a fiatalokat pedig nem engedték, hogy a gyülekezetben vezető szerephez jussanak, szolgálatba álljanak. Ahol nem volt meg a számukra elvárt gyülekezeti tagság létszáma, ott egyszerűen betiltották a gyülekezeti alkalmakat. A nehézségek ellenére mégis növekedés volt a zápszonyi gyülekezetben.
1949-től Orosz Zsigmond lett a megbízva a zápszonyi gyülekezetvezetéssel. Trohák József laikus beregszászi lelkipásztor havonta csak egyszer tudott kijárni, hogy úrvacsorát osszon a gyülekezetnek. A következő években tovább növekedett a gyülekezet.

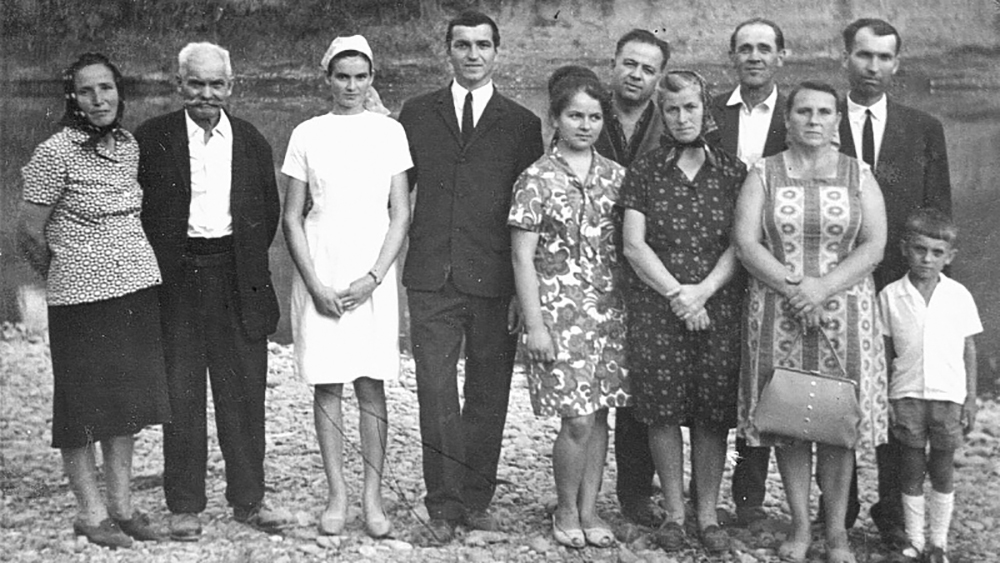
Bemerítés Munkácson a Latorcánál 1971-ben

A gyülekezetnek nem volt imaháza, az istentiszteleteket házaknál tartották. Majdnem minden zápszonyi utcában több-kevesebb ideig működött baptista “imaház” valamelyik családi háznál. Nagy Béla prédikátor beszámolója szerint az évek során többször is rosszindulatú feljelentések, vádak és gyanúsítgatások, féltékenység és irigység nehezítették, fenyegették és próbálták ellehetetleníteni a  gyülekezet misszióját. A hatóság végül a kis gyülekezetet megszüntette és Beregszászhoz csatolta.

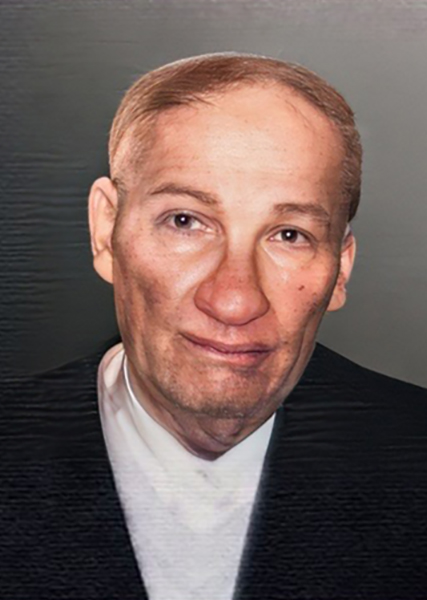
Nagy Béla (1929-2021) zápszonyi baptista prédikátor

1983. március 15-én Andráskó Mihály – a kárpátaljai missziókerület akkori vezetője – megkérte a zápszonyi Nagy Bélát, hogy vállalja el a beregszászi prédikátori teendőket.  Attól kezdődően a zápszonyiak közel húsz éven keresztül jártak be a 18 km-re levő Beregszászba. Az istentiszteleteket akkoriban, Forgon Pál református püspök engedélyével, a református templomban tartották, mivel a beregszászi imaházat a hatóságok 1956-ban elkobozták. A nyolcvanas évek végére, a fiatalok hiánya miatt a gyülekezet elidősödött és egyre jobban felerősödött a reménytelenség, a megsemmisüléstől való félelem.
1990-ben id. Mészáros Kálmán a Magyarországi Baptista Egyház alelnöke és Nemes Stepan az ukrán baptisták kárpátaljai vezetője a beregszászi gyülekezet diakónusává avatták a zápszonyi Nagy Istvánt, Nagy Béla testvérét. 
Nagy Béla a rendszerváltás után igyekezett arra, hogy visszaszerezze a közel 40 évvel korábban elvett beregszászi baptista imaházat. Az illetékes hatóságok 51 alkalommal zavarták el mindenféle ürüggyel, míg az 52. alkalommal megkapta a szükséges papírokat, aminek köszönhetően 1996-ban a beregszászi gyülekezet kárpótlásként kapott egy ingatlant. Ezt az épületet a gyülekezet nemsokára eladta.
1995-ben Nagy Béla betegsége és gerincműtéte miatt nem tudta tovább vállalni a szolgálatot, így a lelkipásztori feladatokkal egy rövid időre a Munkácsról kijáró Dankánics Jánost bízták meg, azonban 1998-ban Nagy István vette át tőle a beregszászi baptista gyülekezet vezetését. 
1998-ban, nyolc tag merítkezett be Guton így a beregszászi gyülekezet létszáma 42-re emelkedett. Ugyanebben az évben sikerült megvásárolni egy ingatlant a Magyarországi Baptista Egyház anyagi segítségével, a beregszászi Muzsai utca 13. szám alatt.

## A gyülekezet hivatalos megalakulása és az imaházvásárlás
1999. december 6-án a zápszonyi baptista gyülekezet újra önálló útra térhetett. Kiváltak a 24 kilométerre levő beregszászi gyülekezetből, ahova az állami intézkedések miatt majdnem 20 éven keresztül voltak kénytelenek bejárni és 10 taggal bejegyezték a gyülekezetet. Vezetőjének Nagy Istvánt választotta a gyülekezet. A testvérek nagy része erre az időre már ereje alkonyához ért, mégis reménységgel fáradoztak Isten országáért.
Nagy Béla 2000-ben vette fel a kapcsolatot a már az Egyesült Államokban élő Zeke házaspárral. Zeke (Végső) Jolán valamikor mezőkaszonyi lakos volt és a zápszonyi gyülekezet tagja. Nagy Béla levelében elújságolta neki és férjének az örömhírt, hogy újra van gyülekezet Zápszonyban. Zeke Zoltán és felesége Jolán akkor a clevelandi Magyar Betánia Gyülekezetben voltak tagok és szerettek volna segíteni, hogy imaháza is legyen a zápszonyi gyülekezetnek.
2001-ben sikerült megvásárolni az imaházat 10 000 USD értékben, a Zeke család hozzájárulásának köszönhetően. Elindulhatott a felnőttekkel és a gyerekekkel való foglalkozás. Nagy István áldozatos és lelkiismeretes munkájának köszönhetően az imaház területén álló épületek nagy részét sikerült kijavítani és használhatóvá tenni. A düledező tehénistállóból kulturált gyerektermet alakítottak ki és más fejlesztéseket is sikerült kivitelezni a dr Eric Barett által vezetett 4H alapítvány segítségével. A falubeli gyerekek aktív érdeklődése szükségessé tette, hogy a gyülekezet az imaház telkén egy focipályát és egy kosárlabdapályát alakítson ki. Ezek megvalósulásában nagy szerepe volt Varga Attila baptista misszionáriusnak, aki a szükséges anyagi támogatásokat összeszedte és Nagy István zápszonyi gyülekezetvezetőnek, aki a terveket kivitelezte.
2006-2007-ig Kutyik Tímea magyarországi missziómunkás segített a gyülekezetben a különböző gyerekszolgálatok végzésében.

## Növekedés és megerősödés
2007-től a Magyarországi Baptista Egyház kirendelésével és a 4H alapítvány támogatásával Nagy-Kasza Dániel és felesége Lona végzi a gyülekezeti szolgálatokat.
2009-ben a nagybányai baptista gyülekezet segítségével, a gyülekezet nagy örömére bemerítőmedence épülhetett az imaház udvarán.
A gyülekezet 2010-ben ünnepelte fennállásának 80. évfordulóját, akkor 12 tagja volt. Vasárnap délutánonként 20–35 ember látogatta az istentiszteletet, akiknek a jelentős része barátkozó volt. 
2011-ben újabb három taggal bővült a gyülekezeti közösség. Még ebben az évben a zápszonyi gyülekezet kezdeményezésére és aktív részvételével Beregszászon elindult a Második Esély Misszió nevű gyülekezetplántálás, elsősorban azon testvéreik növekedéséért, akik onnan jártak ki Zápszonyba, másodsorban a beregszászi magyar baptista misszió elősegítésére.

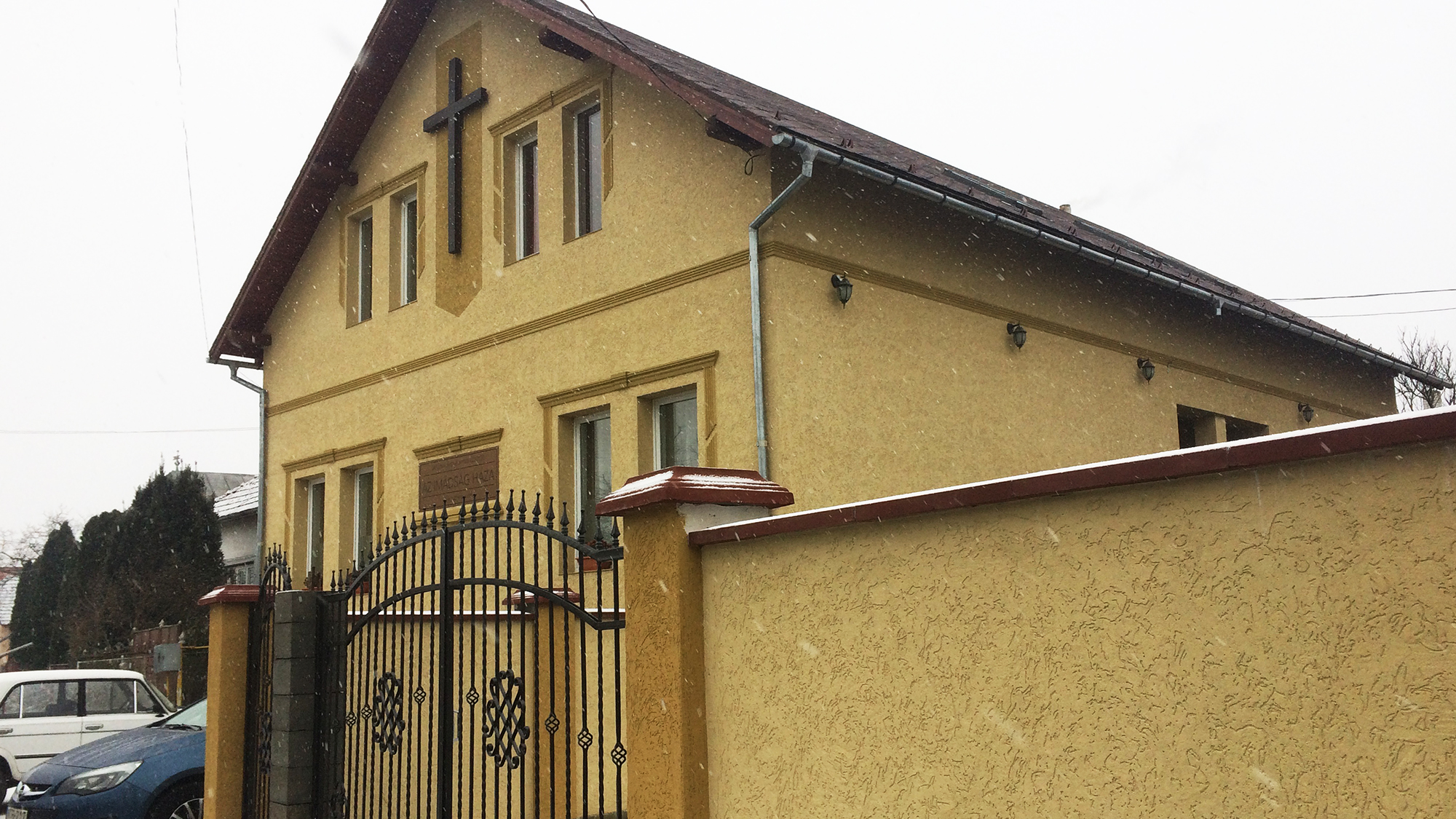
AZ IMÁDSÁG HÁZA - A felújított zápszonyi baptista imaház

2012-ben az imaház tetőszerkezetének lecserélésére volt szükség. Az ehhez szükséges pénzt leginkább a magyarországi baptista gyülekezetektől kapta a zápszonyi misszió. A fizikai munkában legtöbbször az erdélyi testvérek (Szatmárnémetiből és Nagybányáról) voltak jelen. Első lépésként a tető lecserélése szerepelt, majd utána annak a beépítése  és a szolgálati lakás kialakítása.
2013-ban a gyülekezet újabb három taggal bővült és ebben az évben elindult a 4H alapítvány támogatásával egy gyerekeknek szánt keresztyén napközi is. Év végére sikerült az imaterem teljes felújításáig eljutni.

## Szociális segítségnyújtás
Az egyre nehezebb gazdasági helyzetben a gyülekezetnek lehetősége adódott arra, hogy szociális programokat végezzen a településen. Az évek során több száz családhoz sikerült élelmiszercsomagokat eljuttatni, vagy tűzifával segíteni őket. 2016 és 2021 között a rákoscsabai Béthel alapítvánnyal együttműködve az iskolai étkeztetést sikerült ingyenessé tenni több, mint 70 gyermek számára. Ezen felül, az együttműködésnek köszönhetően egy több, mint 3 000 000 forint értékű iskolai sportpálya is elkészülhetett.

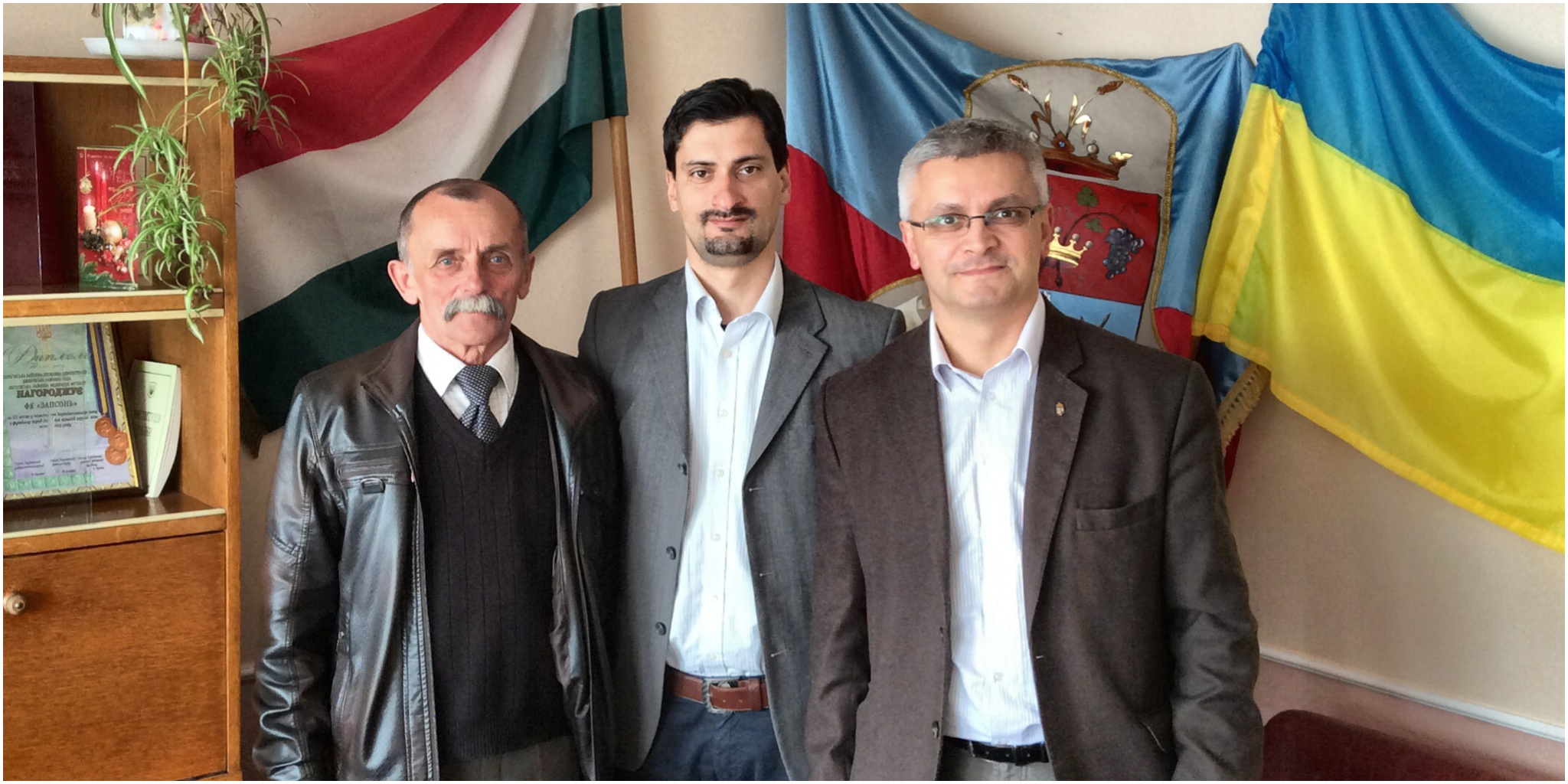
Balról: Bacskai László polgármester (Zápszony), Nagy-Kasza Dániel lelkipásztor és Szebellédi Zoltán polgármester (Újkígyós)

2015-ben a zápszonyi közösség saját költségén, 1 000 000 forint ráfordítással segítette a rafajnaújfalui baptista közösséget egy szolgálati lakás kialakításában. 
Ugyanebben az évben vette fel Újkígyós polgármestere a kapcsolatot Nagy-Kasza Dániellel, a zápszonyi gyülekezet lelkipásztorával, hogy a zápszonyi családok szociális támogatásban részesüljenek a kisváros részéről. Örömteli fejleménye ennek a kapcsolatnak, hogy a két település, Újkígyós és Zápszony között, idővel testvér-települési megállapodást is kötöttek annak vezetői, Szebellédi Zoltán és Bacskai László polgármester.

## Felnőttképzés, hitoktatás

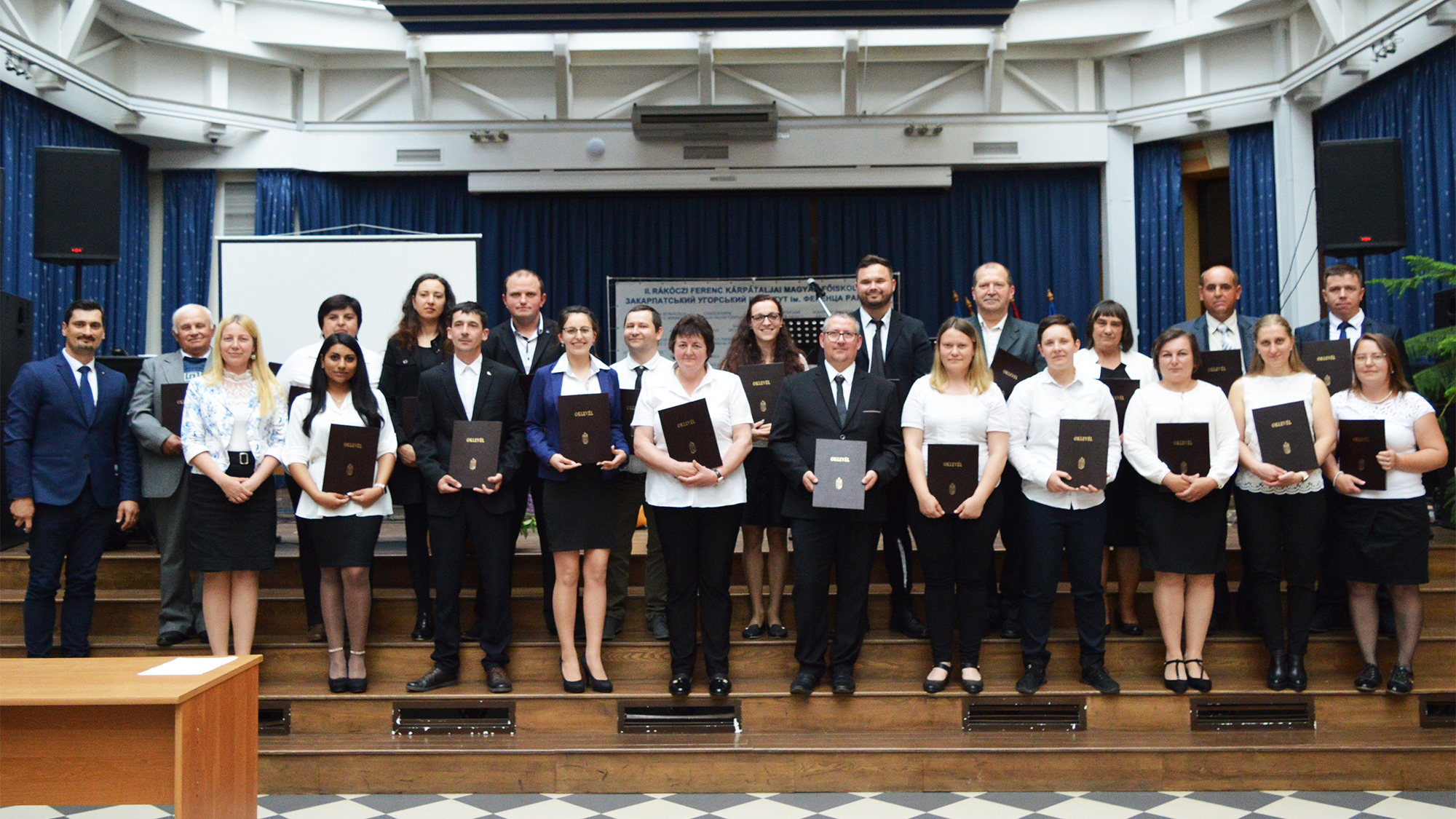
A Baptista Teológiai Akadémián 2020-ban végzett kárpátaljai hallgatók

2016-ra az infrastruktúra fejlődésével az imaház olyan minőségi változáson ment át, amivel alkalmassá vált arra, hogy a budapesti székhelyű Baptista Teológiai Akadémiára jelentkező kárpátaljai hallgatók számára fakultációs központtá legyen. László Gábor BTA főtitkárának kezdeményezésére abban az évben 38-an kezdték el tanulmányaikat, akiknek jelentős része, 18 fő zápszonyi volt. 2018-ban, a második csoport indulásakor 28-an kezdtek bele a hittudományi tanulmányokba. A Baptista Teológiai Akadémia helyi koordinátora Nagy-Kaszáné Somogyi Ilona volt, a szükséges háttérszolgálatokat a zápszonyi gyülekezet tagjai vállalták.
2018-ra Nagy-Kaszáné Somogyi Ilona szervezésével a gyülekezetben évek óta rendszeresek a női bibliaórák. A keresztyén napközi továbbra is eredményesen működik. A 2016-ban elkezdett hittudományi tanulmányaikat 23-an fejezték be sikeresen.
A sok gazdasági nehézség és elvándorlás ellenére is a gyülekezet megélhette a 90. életévét is. 2020-ban, a zápszonyi baptista közösségnek már több, mint 20 tagja volt.

## A zápszonyi magyar baptista közösségben szolgáló lelkipásztorok, prédikátorok
- 1930-1937 - Kohut György, Markó Mihály, Szadvári Demeter, Trohák József, Urbán Gyula
- 1938-1944 - Kovács Imre, Molnár Bertalan
- 1949-1980 - Orosz Zsigmond, Trohák József
- 1983-1995 - Nagy Béla
- 1995-1998 - Dankánics János
- 1999-2007 - Nagy István
- 2007-től     - Nagy-Kasza Dániel